# عزلة المثيل (الضالع)
عزلة المثيل هي إحدى عزل مديرية دمت في محافظة الضالع اليمنية ويبلغ تعداد سكانها 1327 نسمة حسب التعداد السكاني في اليمن لعام 2004.

## روابط خارجية
- الجهاز المركزي للإحصاء بالجمهورية اليمنية
- المركز الوطني للمعلومات باليمن
- World Gazetteer:Yemen
- الدليل الشامل